# Шеріл Гайнс
Ше́ріл Рут Га́йнс (англ. Cheryl Ruth Hines; нар. 21 вересня 1965, Маямі-Біч, Флорида, США ) — американська акторка, найбільше відома роллю у серіалі Ларрі Девіда «Угамуй свій запал», яка принесла їй номінацію на премію «Еммі». З 2011 по 2014 рік вона знімалася в ситкомі «Передмістя».

## Життєпис
Гайнс народилася в Маямі-Біч, Флорида, у сім'ї Розмарі Ґрем Гарбольт та Джеймса Гайнса. Частина сім'ї переїхала у Фростпруф, Флорида. Гайнс виросла у Таллахассі, Флорида, де була членом Театру юних акторів. Закінчила Університет штату Флорида.

## Фільмографія
| Рік       |    | Українська назва                      | Оригінальна назва                     | Роль                               |
| --------- | -- | ------------------------------------- | ------------------------------------- | ---------------------------------- |
| 2023      | ф  |                                       | Unsolved Mysteries: Behind the Legacy | Шерон Герман                       |
| 2023      | ф  |                                       | Popular Theory                        | Теммі Пейдж                        |
| 2023      | с  | Острів фантазій                       | Fantasy Island                        | Джессіка Воррен (1 епізод)         |
| 2022      | ф  | Іронія долі у Голлівуді               | About Fate                            | Джеді                              |
| 2022      | с  | Бортпровідниця                        | The Flight Attendant                  | Дот Карлсон (6 епізодів)           |
| 2000—2021 | с  | Угамуй свій запал                     | Curb Your Enthusiasm                  | Шеріл Дейвід (100 епізодів)        |
| 2021      | ф  | Страх і ненависть в Аспені            | Fear and Loathing in Aspen            | Ів Гомеєр                          |
| 2021      | мф | Мисливці на тролів: Повстання титанів | Trollhunters: Rise of the Titans      | Момбланк (голос)                   |
| 2020      | с  | Коннери                               | The Conners                           | Дон (1 епізод)                     |
| 2020      | с  | Стамптаун                             | Stumptown                             | Бабетта Ларкен (1 епізод)          |
| 2019      | тф | Дуже погані матусі 2                  | Turkey Drop                           | Ненсі                              |
| 2018—2019 | с  |                                       | This Close                            | Стелла (6 епізодів)                |
| 2018—2019 | мс |                                       | 3Below: Tales of Arcadia              | Момбланк (голос, 16 епізодів       |
| 2018—2019 | с  | П'яна історія                         | Drunk History                         | Леді Бьорд Джонсон (1 епізод)      |
| 2019      | с  | Хороша боротьба                       | The Good Fight                        | Бренда Декарло (1 епізод)          |
| 2018      | мс | Таємниці Майка Тайсона                | Mike Tyson Mysteries                  | Віргілія (голос, 1 епізод          |
| 2017—2018 | с  | Ніхто                                 | Nobodies                              | Шеріл Гайнс (2 епізоди)            |
| 2018      | с  | Труднощі асиміляції                   | Fresh Off the Boat                    | Фей (1 епізод)                     |
| 2017      | ф  | Дуже погані матусі 2                  | Bad Moms Christmas                    | мати Кікі                          |
| 2017      | с  | Син Зорна                             | Son of Zorn                           | Еді Беннет                         |
| 2016      | ф  | Дев'ять життів                        | Nine Lives                            | Медісон Кемден, перша дружина Тома |
| 2016      | мс | Таємниці Майка Тайсона                | Mike Tyson Mysteries                  | Джулліан Девіс (голос, 1 епізод    |
| 2014      | ф  | Якщо твоя дівчина — зомбі             | Life After Beth                       | Джуді Орфман                       |
| 2011      | с  | Передмістя                            | Suburgatory                           | Даллас Ройс                        |
| 2010      | с  | Брати і сестри                        | Brothers and Sisters                  | Баффі                              |
| 2009      | ф  | Тимчасово вагітна                     | Labor Pains                           | Ліза Депардьє                      |
| 2009      | ф  | Гола правда                           | The Ugly Truth                        | співробітниця ранкового шоу        |
| 2008      | мф | Космомавпи                            | Space Chimps                          | Лейтенант Луна                     |
| 2007      | ф  | Офіціантка                            | Waitress                              | Бекі                               |
| 2006      | ф  | Не поступитися Штейнам                | Keeping Up with the Steins            | Кейсі Нудельман                    |
| 2006      | с  | Клініка                               | Scrubs                                | Пейдж                              |
| 2005      | ф  | Дурдом на колесах                     | RV                                    | Джеймі Манро                       |
| 2005      | ф  | Гербі: Шалені перегони                | Herbie: Fully Loaded                  | Саллі                              |
| 2004      | ф  | А ось і Поллі                         | Along Came Polly                      | менеджерка                         |